# Slavoňov
Slavoňov település Csehországban, Náchodi járásban. Slavoňov Bohdašín, Ohnišov, Libchyně, Mezilesí és Nové Město nad Metují településekkel határos. Lakosainak száma 314 fő (2024. január 1.).

## Népesség
A település lakosságának változását az alábbi diagram mutatja:
| Lakosok száma | 463  | 441  | 356  | 277  | 247  | 262  | 282  | 283  | 313  | 314  |
|               | 1869 | 1890 | 1921 | 1950 | 1980 | 2001 | 2017 | 2019 | 2022 | 2024 |